# Sant’Antioco
Sant’Antioco település Olaszországban, Szardínia régióban, Carbonia-Iglesias megyében. Lakosainak száma 10 645 fő (2023. január 1.). Sant’Antioco Calasetta és San Giovanni Suergiu községekkel határos.

## Közlekedés
1926 és 1974 között a településnek vasútállomása volt.

## Népesség
A település lakossága az elmúlt években az alábbi módon változott:
| Lakosok száma | 11 252 | 11 152 | 10 645 |
|               | 2017   | 2018   | 2023   |

## Képek

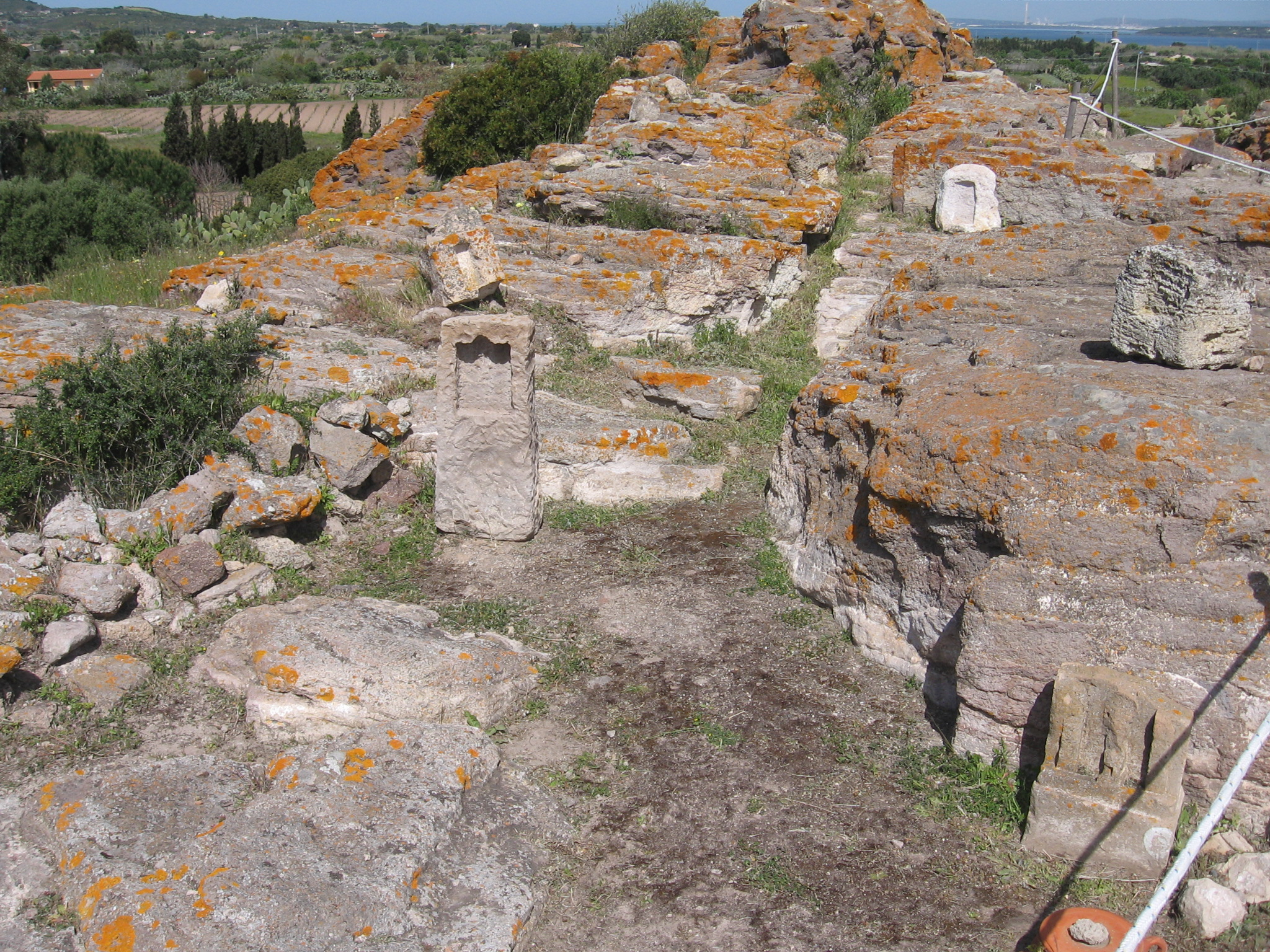
Tofet
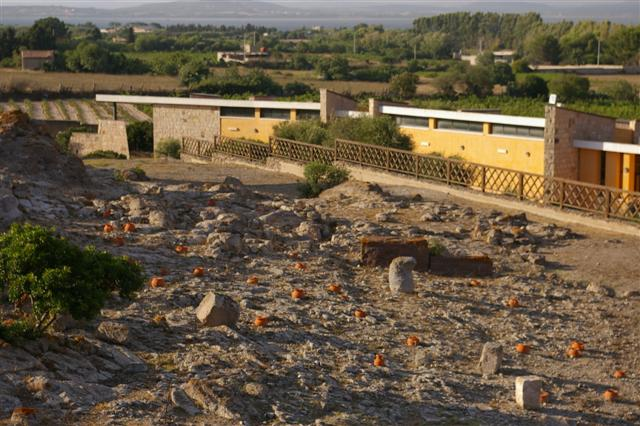
Tofet
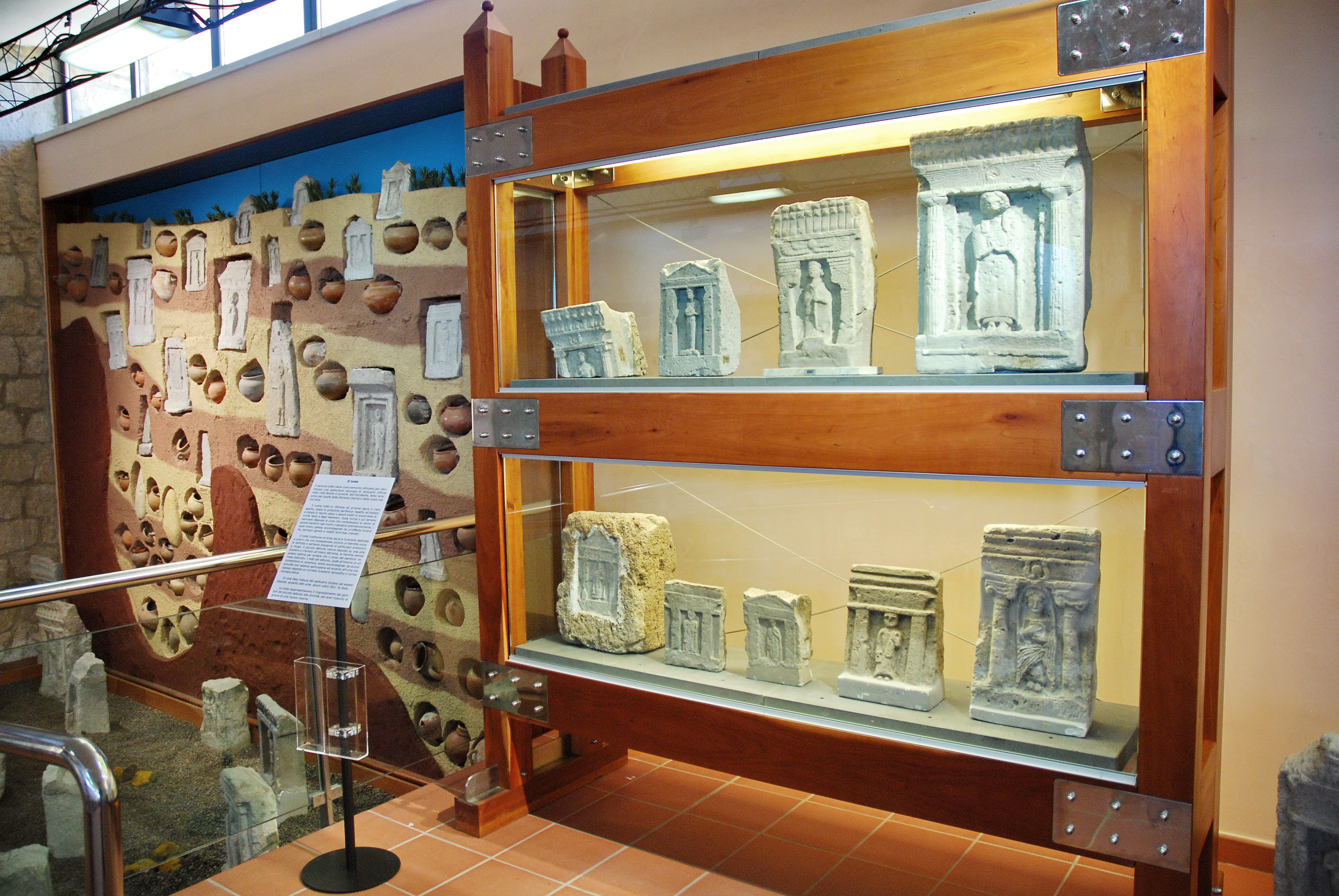
Museo archeologicóban
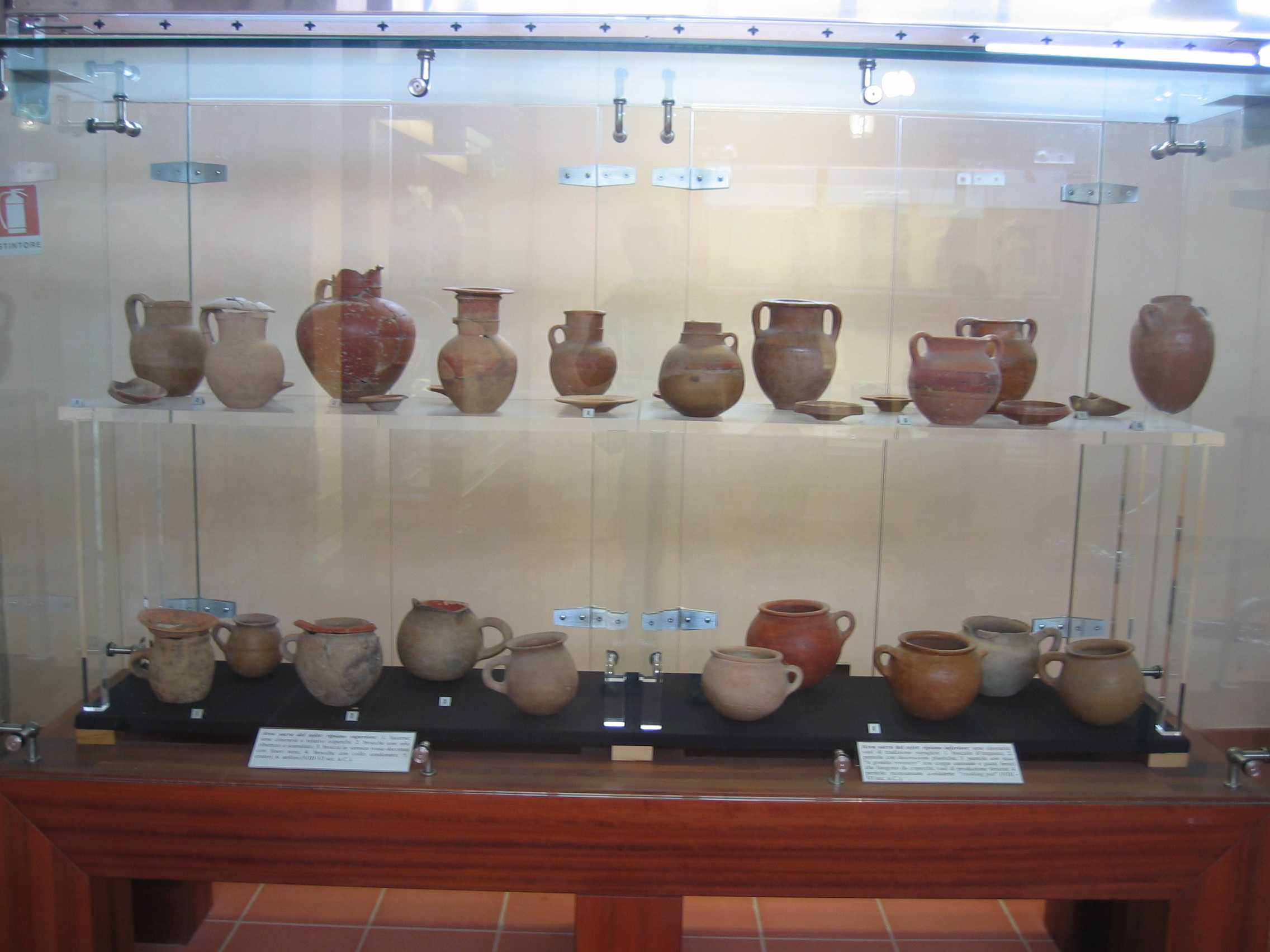
A punic településről származó találatok
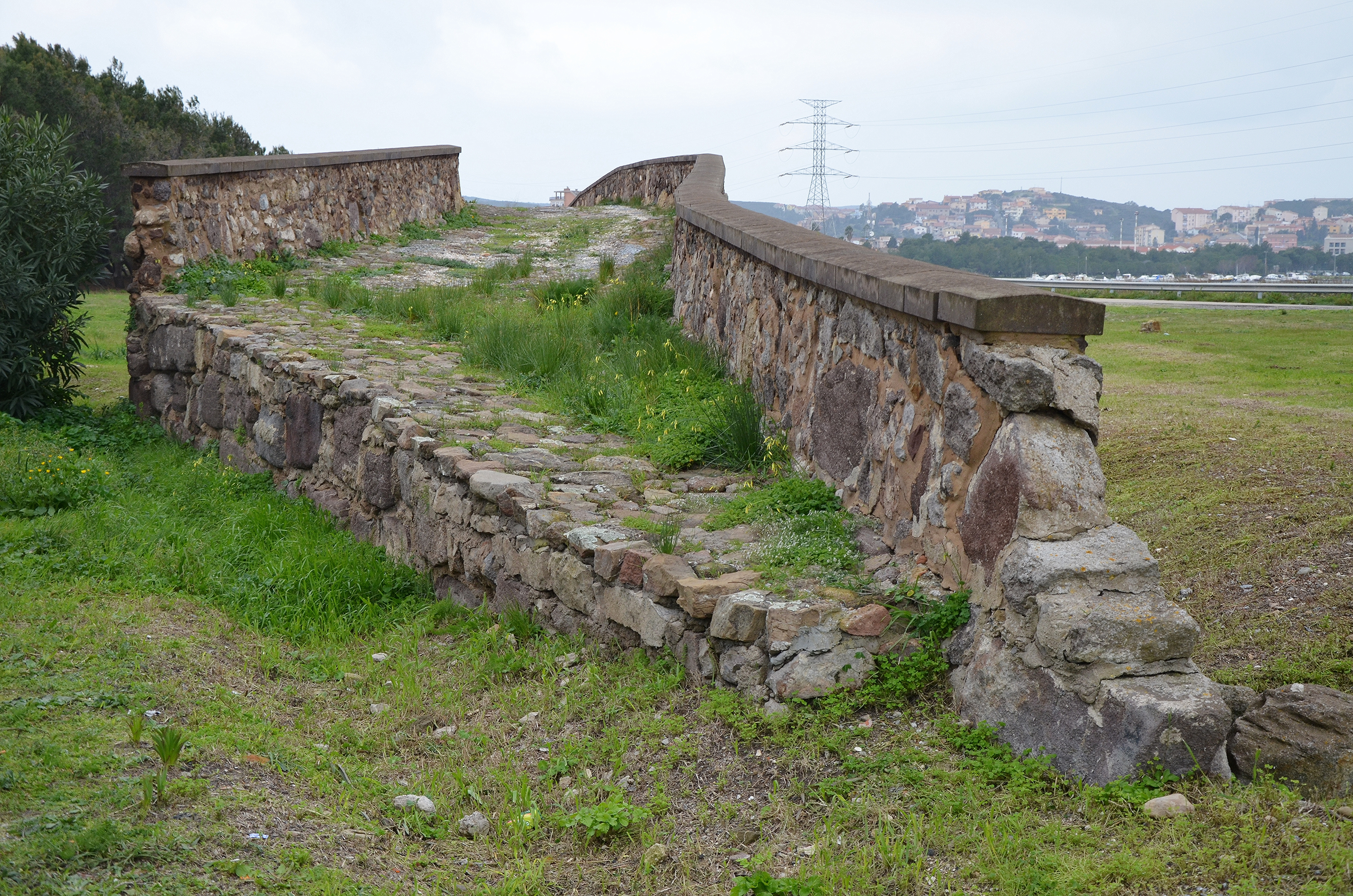
Ponte romano
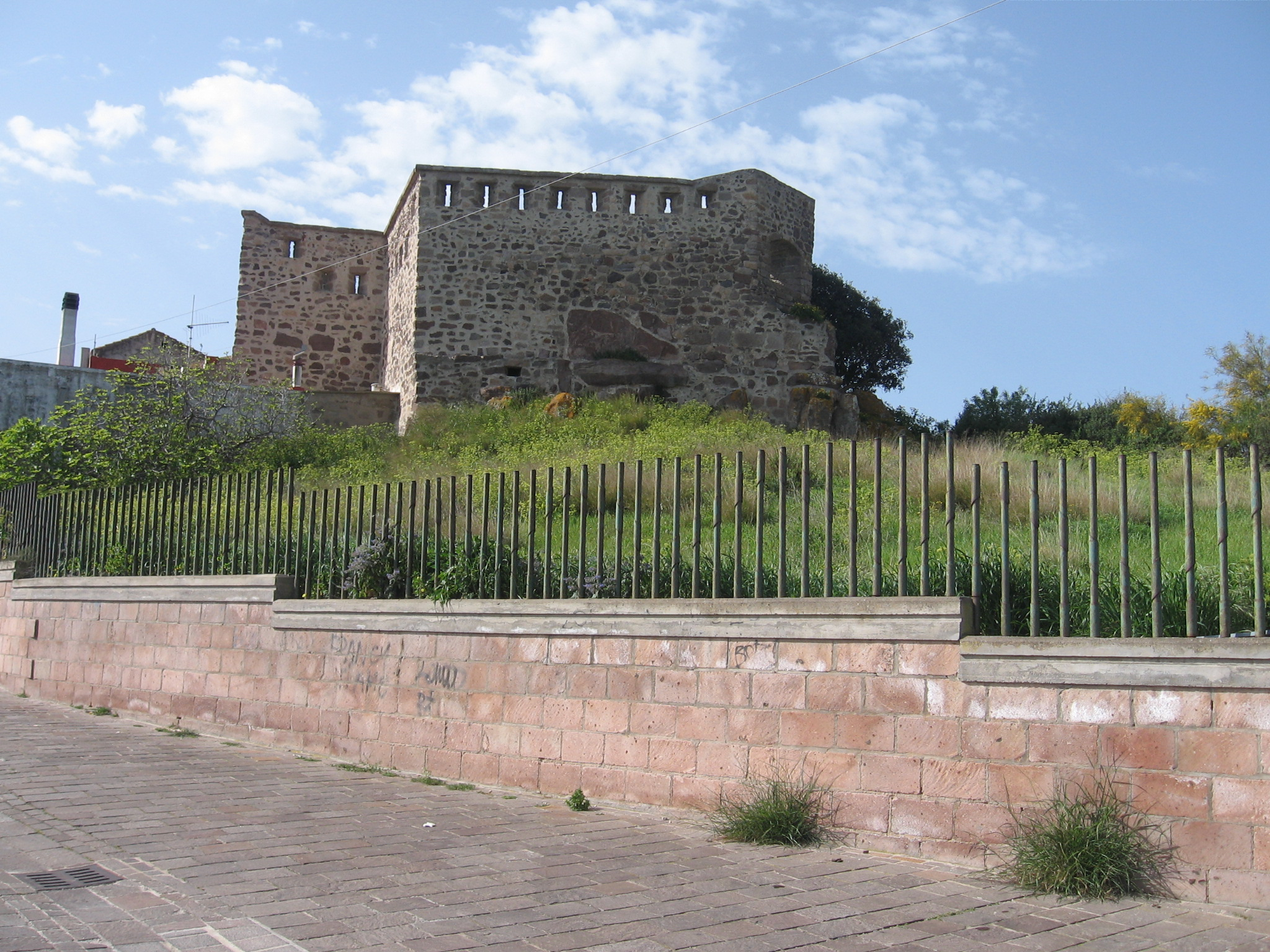
Forte Su Pisu
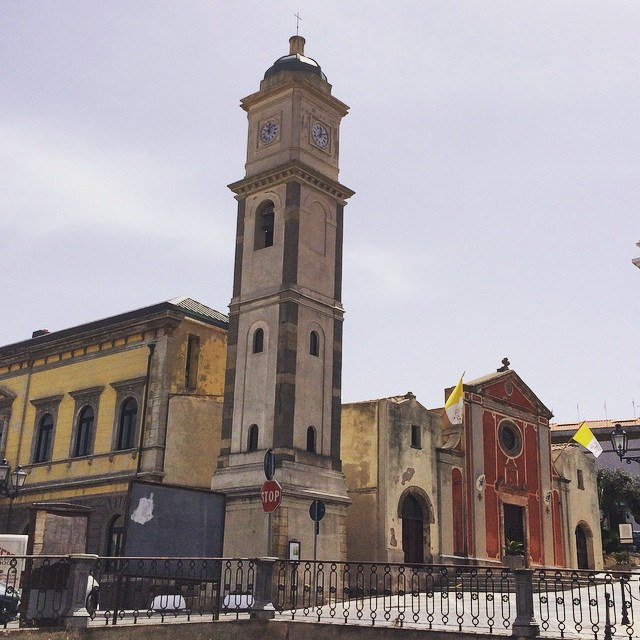
Basilica di Sant’Antioco
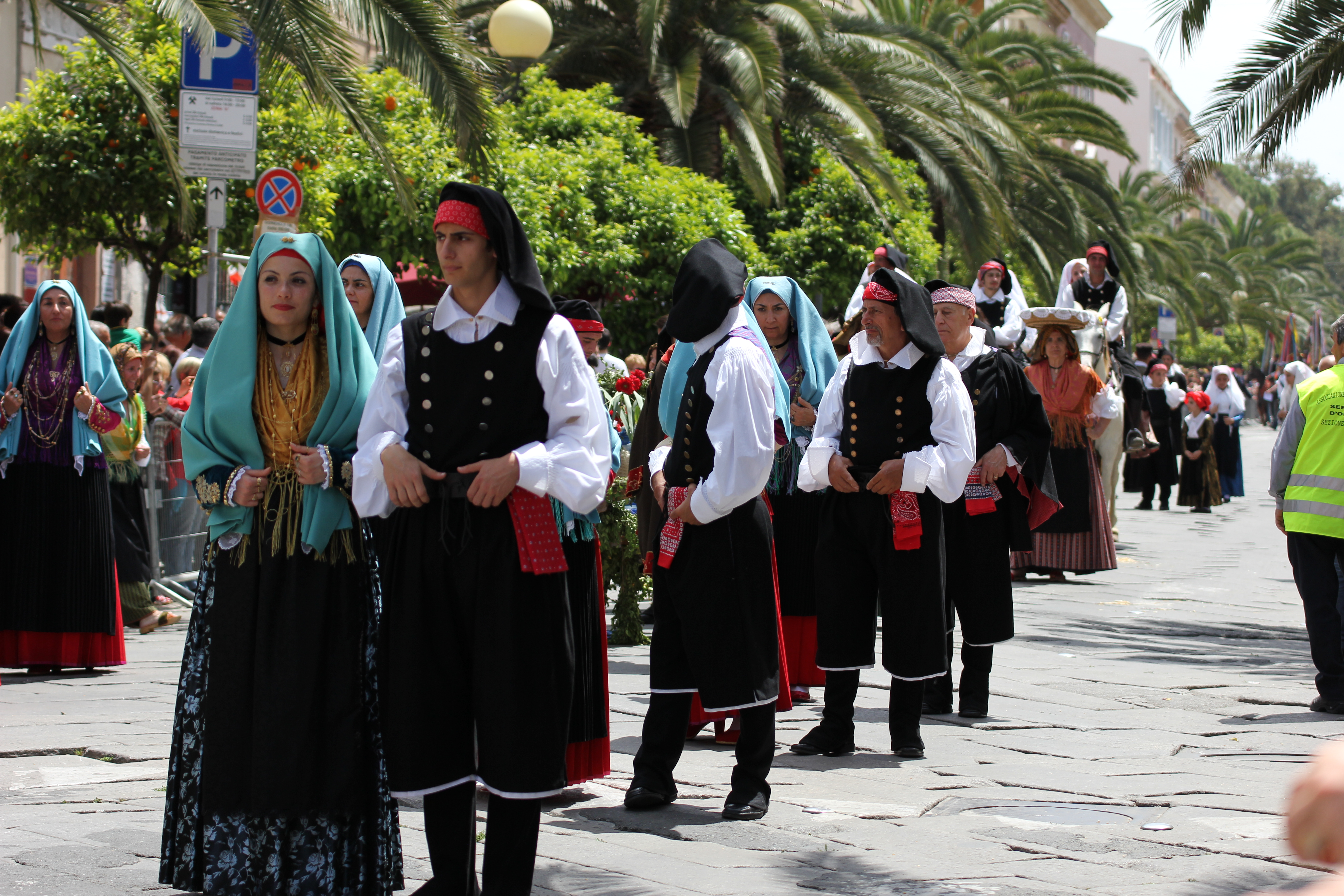
Regionális népi jelmezek